# موز فيي
موز فيي أو موز الفيهي (بالإنجليزية: Fe'i banana)‏ (الاسم العلمي: Musa × troglodytarum L.). هو إحدى النباتات المزروعة التابعة لجنس موسا، ويُزرع بشكل رئيس للاستفادة من ثماره. يتميز هذا النوع من الموز بخصائص شكلية وأصول مختلفة تمامًا عن غالبية أصناف الموز و موز الجنة المنتشرة حاليًا. يُوجد الموز الفيهي بشكل رئيس في جزائر المحيط الهادئ، ولا سيما في بولينيزيا الفرنسية، حيث يمتلك قشورًا لامعة تتراوح ألوانها بين البرتقالي والأحمر، في حين يكون لبّه داخليًا ذا لون أصفر أو برتقالي. يُستهلك هذا النوع عادةً بعد طهيه، وقد شكّل مصدرًا غذائيًا أساسيًا لسكان جزائر المحيط الهادئ، حيث انتقل معهم خلال رحلاتهم البحرية عبر المحيط. وتتميز معظم أصنافه باحتوائها على نسبة مرتفعة من بيتا كاروتين، وهو مركّب يتحول في الجسم إلى فيتامين أ. لا يزال الأصل الدقيق لهذا النوع غير واضح تمامًا، حيث لم يتم تحديد الأنواع البرية التي ينحدر منها بشكل قاطع.

## الوصف

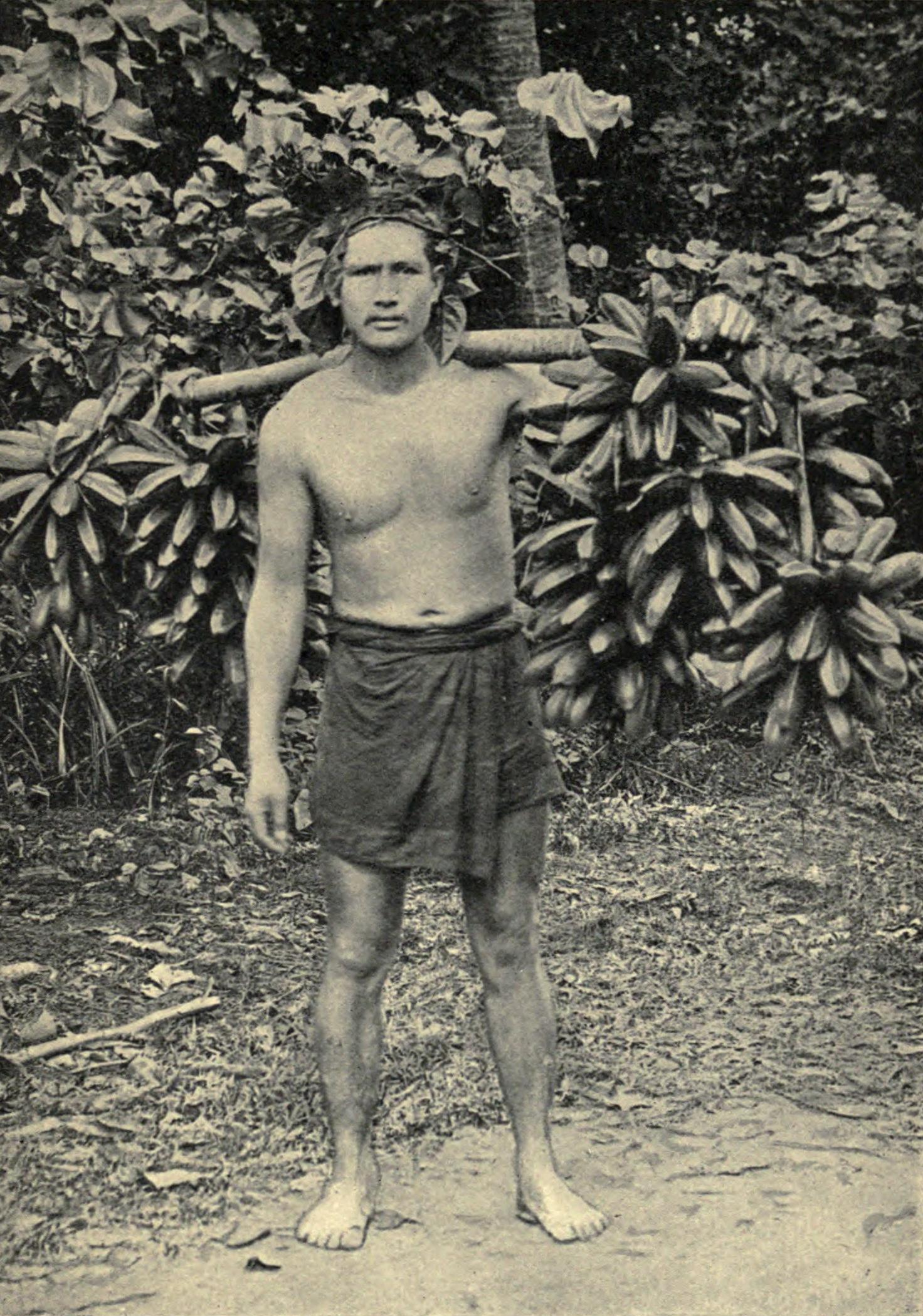
صورة فوتوغرافية قبل عام ١٩٠٦ بعنوان "رجل التل يحمل زهورًا إلى بابيتي" (تاهيتي)

الموز الفيهي هو مجموعة من الأصناف المزروعة وليست أشكالًا برية. ويختلف هذا النوع بشكل واضح عن أصناف الموز والموز الجنة الأكثر شيوعًا، والتي تنحدر في الأصل من موزا أكوميناتا  وموزا بلبسيانا.
تنتمي جميع أصناف الموز إلى نباتات عشبية معمرة ذات ارتفاع يتراوح عادة بين 3 إلى 10 أمتار (10 إلى 33 قدمًا)، وقد يزيد عن ذلك في بعض الحالات. وعلى الرغم من مظهرها الذي يشبه الأشجار، فإن ما يبدو جذع ليس سوى ساق كاذبة، تتكون من قواعد الأوراق الملتفة بإحكام حول بعضها. وعند اكتمال نمو النبات، تُنتج كل ساق كاذبة ساقًا زهرية تنمو داخلها، لتخرج في النهاية من قمتها. ومع استمرار نموها، تظهر الأزهار الأنثوية أولًا، و التي تتحول لاحقًا إلى الثمار – الموز. وبعد ذلك، تتكون الأزهار الذكرية. في أصناف الموز المزروعة، تكون الثمار عادةً خالية من البذور، في حين تكون الأزهار الذكرية عقيمة.
يمكن التمييز بين الموز الفيهي وأصناف الموز والموز الجنة المزروعة الأخرى بعدة خصائص مميزة. يتميز هذا النوع بوجود نسغ ملون بشكل واضح، حيث يتراوح لونه بين الوردي، والأرجواني الساطع، والأرجواني الداكن. ثم أن النورة الزهرية (السنبلة المزهرة) تكون ذات لون أخضر لامع وزاهٍ، على عكس الأنواع الأخرى الذي تكون نوراتها حمراء أو أرجوانية باهتة.
أما ساق الإزهار والإثمار في الموز الفيهي، فهو يكون مستقيمًا إلى حد بعيد، بدلاً من أن يكون متدليًا كما في معظم أنواع الموز الأخرى، مما يجعل عناقيد الموز نفسها تنمو بشكل مستقيم أيضًا. عند النضج، تتميز ثمرة الموز الفيهي بقشرة برتقالية لامعة أو ذات لون نحاسي أو أحمر، في حين يكون لبّها الداخلي برتقاليًا أو أصفر. وتختلف هذه الثمار عن غيرها أيضًا في شكلها، حيث تمتلك حوافًا بارزة، مما يجعلها ذات مقطع عرضي مربّع الشكل.

## التصنيف

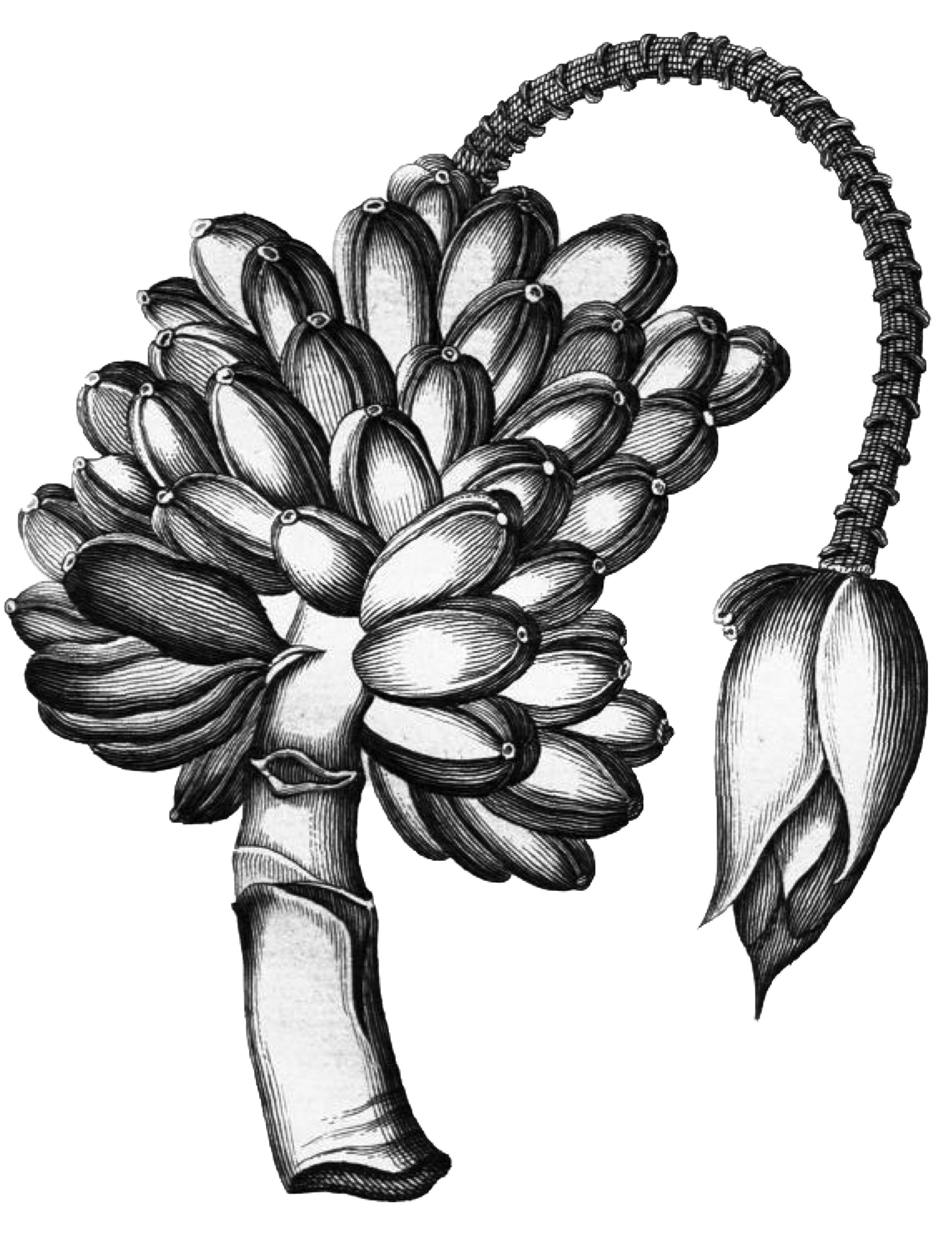
" موسى أورانوسكوبوس " - النمط الصوتي لـ Musa troglodytarum L.؛ من رومفيوس (1747)، المعشبة أمبويننسيس ، علامة التبويب. 61

كما هو الحال مع العديد من الأنواع التابعة لجنس موسا، هناك قدر كبير من الجدل والارتباك حول التسمية النباتية الدقيقة لنبات الموز الفيهي، بل إن البعض يشكك في وجود اسم علمي ثنائي لاتيني معتمد له. ونتيجة لذلك، يفضل بعض الخبراء تصنيفه على أنه مجموعة أصناف رسمية أو غير رسمية، بدلًا من منحه اسمًا علميًا ثنائيًا محددًا. لذلك، يتم استخدام تسميات مثل Musa (مجموعة فيي) أو "أوتافان" عند الإشارة إليه.
يُعد أحد أقدم الأوصاف التفصيلية لجنس موسا ذلك الذي قدّمه عالم النبات الألماني-الهولندي جورج إي. رومف (حوالي 1627-1702)، المعروف باسمه اللاتيني رومفيوس. نُشر كتابه Herbarium Amboinensis بعد وفاته، في عام 1747.
في هذا الكتاب، وصف رومفيوس نوعًا من الموز تحت اسم "Musa uranoskopos"، والذي يعني "الموز الذي يشبه الجنة". ويُعتقد أن هذا الوصف يتطابق مع الموز الفيهي، حيث أشار إلى عدة خصائص مميزة لهذا النوع، مثل السنبلة المزهرة المستقيمة (مع أنّ أن الرسم التوضيحي المرفق في الكتاب يُظهر البرعم الطرفي في وضع متدلٍ)، بالإضافة إلى النسغ الملون والتأثيرات التي يتركها استهلاك هذه الثمار على البول.
ومع ذلك، فإن النقطة المرجعية الرسمية لتسمية النباتات علميًا بدأت مع نشر كتاب Species Plantarum لعالم النبات السويدي كارل لينيوس عام 1753. وبناءً على ذلك، لم يُعتمد اسم "Musa uranoscopos" رسميًا ضمن التصنيفات النباتية.
في الطبعة الثانية' من Species Plantarum، قام لينيوس بدمج وصف Musa uranoscopos، الذي قدمه رومفيوس، مع نوع آخر يُعرف باسم Musa 'Pissang Batu. وأطلق عليهما معًا اسم Musa troglodytarum، مع أنّ أن رومفيوس كان قد أشار إلى وجود اختلافات واضحة بين النوعين. وقد وصف بعض الباحثين تصنيف لينيوس هذا بأنه "يتجاوز حدود الفهم" نظرًا لعدم الدَّقَّة في تجميع النوعين معًا.
وفي عام 1917، قام عالم النبات إلمر درو ميريل بتحديد رسم Musa uranoscopos، الذي وضعه رومفيوس، على أنه العينة النمطية (type specimen) لنوع Musa troglodytarum L.. واستنادًا إلى ذلك، توصل الباحثون هاكينين وفاري وكريستينهوسز في عام 2012 إلى أن جميع أصناف الموز الفيهي، بما في ذلك الأصناف التي ظهرت في لوحات الفنان بول غوغان، يجب تصنيفها تحت الاسم العلمي Musa troglodytarum L..
وقد تبنت مصادر أخرى هذا التصنيف أيضًا، مثل الباحث رافائيل غوفارتس في عام 2004. ويمكن كتابة الاسم العلمي أيضًا على النحو التالي: M. × troglodytarum، وذلك للإشارة إلى الأصل الهجين لنبات الموز الفيهي.
في حين أن معظم أصناف الموز والموز الجنة المزروعة تنحدر من أنواع تنتمي إلى قسم موسا (Musa section)، فإن الموز الفيهي ينتمي بوضوح إلى قسم كاليموسا (Callimusa section)، وخاصةً إلى مجموعة الأنواع التي كانت تُصنف سابقًا ضمن قسم أستراليموسا (Australimusa section). ومع ذلك، لا تزل أصوله الدقيقة غير واضحة.
استنادًا إلى الخصائص الشكلية (المورفولوجيا), اقترح بعض الباحثين أن Musa maclayi، وهو نوع نباتي موطنه بابوا غينيا الجديدة، قد يكون إحدى الأسلاف المحتملة للموز الفيهي. من ناحية أخرى، كشفت الدراسات الجينية الحديثة عن صلات وثيقة بين الموز الفيهي وأنواع أخرى، مثل Musa lolodensis و موز بيكيلي، وكلاهما ينتشر في غينيا الجديدة والجزر المجاورة.
ونظرًا لهذه البيانات، يُعتقد أن الموز الفيهي قد يكون هجينًا طبيعيًا نشأ عن تزاوج عدة أنواع برية مختلفة. وتشير الفرضيات الأكثر قبولًا إلى أنه نشأ في غينيا الجديدة، ثم انتشر شرقًا وشمالًا، حتى وصل إلى جزائر هاواي، حيث استُخدم مصدر غذائي رئيس للسكان المحليين.
تم العثور على عدد قليل من الأصناف التي تبدو كحلقة وسيطة بين الموز الفيهي والأصناف الأكثر شيوعًا من الموز والموز الجنة التي تنتمي إلى قسم موسا (Musa section). وعلى الرغم من أن الساق الحامل للثمار يبقى منتصبًا، إلا أن بقية الساق تنحني تدريجيًا، بحيث يصبح البرعم الطرفي موجهًا إلى الجانب أو الأسفل.
ومن الأمثلة البارزة على ذلك صنف "تاتيا" (Tatia) من تاهيتي، حيث أظهر التحليل الجزيئي لأصناف الموز الذي تمتلك هذا النمط من النمو في بابوا غينيا الجديدة أدلة على وجود مكونات وراثية من موز مستدق وموز بالبيسي، وهما النوعان الأساسيان في أصول أصناف الموز المزروعة ضمن قسم موسا.
يُذكر أن الرسم التوضيحي الذي قدمه رومفيوس لنوع "Musa uranoscopos" يُظهر نمط النمو نفسه، إلا أنه قد يكون نتيجة للتفسير الفني بدلاً من تصوير دقيق للخصائص النباتية الفعلية.

## التوزيع

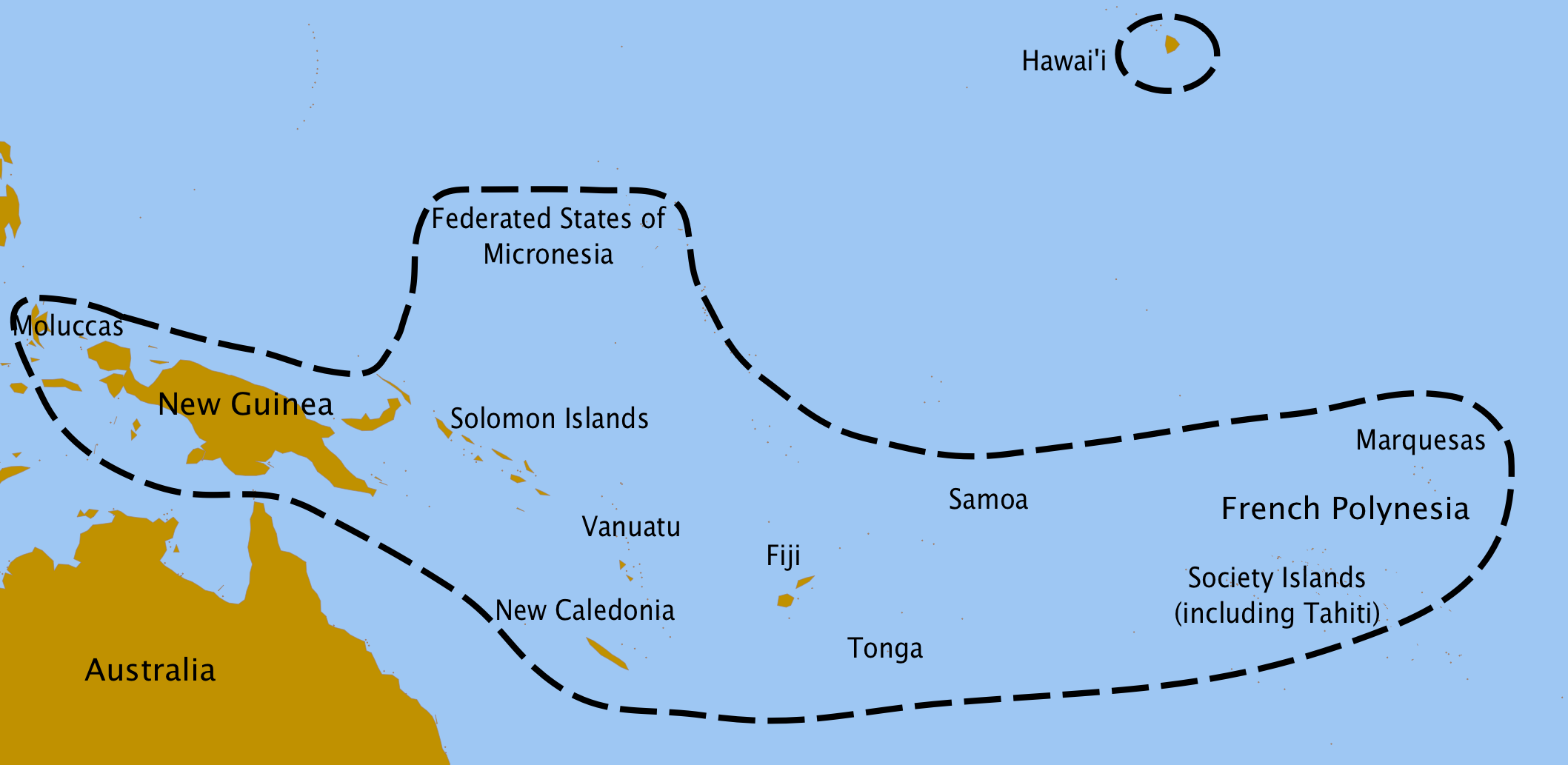
تُظهر الخطوط المتقطعة المنطقة التي توجد فيها موز الفيه والأماكن التي استُخدمت فيها غذاء، على الأقل تاريخيًا.

يوجد الموز الفيهي بشكل رئيس في جزر الملوك غربًا ويمتد انتشاره شرقًا حتى بولينيزيا الفرنسية، ولا سيما في جزر سوسايتي وجزر ماركيساس. وقد كان هذا الموز عنصرًا غذائيًا أساسيًا، إضافةً إلى كونه طعامًا احتفاليًا في العديد من المجتمعات التقليدية. ومع ذلك، فإن زراعته واستخدامه قد تراجعا بشكل كبير خلال العقود الأخيرة.
عند انتشار سكان جزائر المحيط الهادئ عبر القوارب إلى مختلف أنحاء المحيط، اصطحبوا معهم الموز الفيهي، مما ساهم في انتشاره. وتشير الدلائل الأثرية إلى أن زراعته تعود إلى حوالي 250 ق.م في جزائر ماركيساس، وإلى حوالي 800 م في تاهيتي ضمن جزر سوسايتي.
يُعتقد أن موطنه الأصلي هو منطقة غينيا الجديدة، حيث لا تزال بعض الأصناف تحتوي على بذور، وهو ما يتماشى مع الأنواع البرية التي يُرجح أنها السلف التطوري لهذا الموز.

## الأصناف
لا تتم زراعة الموز الفيهي تجاريًا، حيث يظل محدودًا في الزراعة التقليدية والاستخدام المحلي في بعض الجزر. توجد قوائم مختلفة للأصناف حسب المناطق، ولكن هناك عدم وضوح فيمًا إذا كانت هذه الأسماء تمثل أصنافًا مستقلة أو مجرد مرادفات لنفس الصنف الذي يُعرف بأسماء متعددة وفقًا للموقع الجغرافي واللغة المحلية.
إضافة إلى ذلك، لا يزال من غير الواضح ما إذا كانت الأسماء المحلية تشير إلى أصناف متميزة أو إلى مجموعة أوسع من الموز الفيهي. على سبيل المثال، أشار بلويتز وآخرون إلى صنف في شرق إندونيسيا تحت اسم "بيسانج تونجكات لانجيت". ومع ذلك، فإن التَّرْجَمَةً الحرفية لهذا الاسم تعني "موزة عصا السماء" أو "موزة قصب السماء"، وهو ما يتشابه مع الاسم الذي استخدمه رومفيوس "Musa uranoscopos" الذي يعني "الموزة التي تراقب السماء".
تُعامل بعض المصادر Pisang tongkat langit على أنه يشير إلى Musa × troglodytarum ككل، وليس لصنف واحد محدد. ومع ذلك، فقد تم الإبلاغ عن اختلافات جينية كبيرة بين عينات الموز من جزائر الملوك التي تحمل هذا الاسم، مما يشير إلى تنوع وراثي ملحوظ داخل هذه المجموعة.
يتم اختيار القائمة أدناه بشكل انتقائي، حيث تم ذكر العديد من الأسماء في المصادر المختلفة، ولكن التركيز هنا ينصب على الأصناف التي تتوفر لها أوصاف تفصيلية بشكل أكبر.
- ولايات ميكرونيسيا المتحدة، وخاصة بونبي:

أصناف من نوع كارات
- 'كارات كولي' أو 'كارات بوونو' - موز دائري الشكل، لحمه برتقالي-أصفر
- "كارات باكو" - موزة أطول، قشرتها خشنة، ولحمها برتقالي-أصفر
- 'كارات بويكو' - موزة أصغر حجمًا، لحمها برتقالي-أصفر

أصناف من نوع Utin Iap
- 'أوتين ياب' أو 'أوت إن ياب' - حزمة مخروطية الشكل، موز صغير، لحم برتقالي
- 'أوتيمواس' - موز صغير، لحمه برتقالي اللون

- جزر سليمان:
  - 'Aibwo' أو 'Suria' - قشرة برتقالية ناضجة؛ لحم أصفر برتقالي
  - "فاجوفاجو" - الجلد الناضج برتقالي، واللحم أصفر برتقالي
  - 'جاتاجاتا' أو 'فوديتو' - قشرة ناضجة برتقالية-بنية، ولحم أصفر-برتقالي
  - 'توراكا باراو' - قشرة ناضجة حمراء؛ لحم أصفر برتقالي
  - 'واروارو' - قشرة ناضجة بنية اللون؛ لحم أصفر
- إندونيسيا:
  - "بيسانج تونجكات لانجيت" أو "بيسانج رانججاب"
- بابوا غينيا الجديدة:
  - "ميني"، "ريمينا"، "أوتافان"، "سار"، "وين"
- كاليدونيا الجديدة:
  - 'داك'
- فيجي:
  - 'سوقا'
- جزر المجتمع:
  - "في أيوري"، "في تاتيا"
- هاواي:
  - "بورابورا"، "بولابولا"، "مايا هاي"

## الأستخدم

### كغذاء

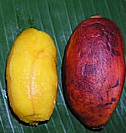
موز قيراط مقشر وغير مقشر

الموز الفيهي يُستهلك عادةً مثل موز الجنة، أي أنه يُطهى قبل تناوله بدلاً من أكله نيئًا. وقد وُصف بأنه "لذيذ ومغذٍ عند خبزه أو سلقه، خاصةً إذا غُطّيت الشرائح بكريمة جوز الهند الطازجة". ومع ذلك، فإن بعض الأصناف مثل "كارات بيوهو" و"كارات باكو" و"أوتين ياب" تُؤكل نيئة عند نضجها بالكامل، خاصة في ولايات ميكرونيسيا المتحدة، حيث يُعرف موز القيراط بملمسه الناعم وطعمه الحلو، وكان يُستخدم تقليديًا كغذاء للفطام في جزيرة بوهنبي.
في البلدان التي كان فيها موز الفيهي عنصرًا غذائيًا رئيسيًا، حدث تحول نحو الأطعمة المستوردة، حيث أصبح الموز ذو اللحم الأبيض أكثر تفضيلًا مقارنةً بالأصناف التقليدية ذات اللحم الملون بعمق. ومن بين المشكلات التي أثرت على استهلاك موز الفيهي أن تناوله يؤدي إلى إنتاج بول أصفر زاهي، يُعتقد أن سببه هو إفراز الريبوفلافين الزائد الموجود في الفاكهة. أدى هذا التأثير إلى اعتقاد البعض بأن موز الفيهي قد يكون غير آمن للأطفال، مما ساهم في انخفاض استهلاكه.
مع هذا التحول بعيدًا عن الأطعمة التقليدية، سُجِّل ارتفاع في معدلات نقص فيتامين أ. وقد ثبت أن الموز الفيهي، خاصة الأصناف ذات اللحم الأكثر احمرارًا أو برتقاليًا، يحتوي على مستويات عالية من بيتا كاروتين، وهو مقدمة لفيتامين أ. في محاولة لمواجهة هذا التراجع، أُطلقت حملة ترويجية في بوهنباي عام 1999 لتشجيع استهلاك أصناف الكارات، وحققت بعض النجاح في زيادة المبيعات وتعزيز الوعي بفوائده الغذائية.
تختلف مستويات بيتا كاروتين بشكل كبير بين أصناف موز الفيهي. ففي دراسة أجريت على أصناف الموز التقليدية في جزر سليمان، وُجد أن إحدى أصناف الفيهي يحتوي على 6000 ميكروغرام لكل 100 جرام من اللحم، وهو مستوى مرتفع جدًا مقارنةً بأعلى مستوى مسجَّل في صنف غير فيهي والذي بلغ 1300 ميكروغرام فقط.
ومع ذلك، لم يكن هذا التفاوت مطلقًا؛ إذ كان هناك تداخل بين الأصناف، حيث احتوت بعض أصناف الفيهي على نسبة أقل من بيتا كاروتين مقارنةً ببعض الأصناف غير الفيهي. يعكس هذا الاختلاف التنوع الجيني والبيئي في أصناف الموز الفيهي، مما يشير إلى ضرورة اختيار الأصناف بعناية عند الترويج لها كمصدر غذائي غني بفيتامين أ.

### استخدامات أخرى
الاستخدامات المتعددة لنباتات الموز الفيهي
تمتلك نباتات الموز الفيهي العديد من الاستخدامات العملية، إلى جانب كونها مصدراً غذائياً:
1. الأوراق:
  - تُستخدم كـ أطباق طبيعية أو حاويات للطعام المطبوخ، كما هو الحال في العديد من الثقافات التقليدية.
  - تُستخدم أيضًا في تسقيف الأكواخ، خاصةً في الملاجئ المؤقتة.
2. الألياف:
  - يمكن استخلاص ألياف الضلع الأوسط من الأوراق لصنع حبال قوية، تُستخدم غالبًا لحمل حزم الموز.
  - يمكن تجفيف الأجزاء الليفية الأخرى من الأوراق وتضفيرها لصنع حصائر وأدوات منزلية مشابهة.
3. السيقان الزائفة:
  - نظرًا لكونها عائمة، يمكن استخدامها في صنع طوافات مؤقتة، مما يوفر حلاً عمليًا في المناطق الساحلية والجزرية.

يُظهر هذا التنوع في الاستخدامات كيف يمكن لنباتات الموز الفيهي أن تلعب دورًا مهمًا في الحياة اليومية، إلى جانب قيمتها الغذائية.
العصارة الحمراء في موز الفيهي واستخداماتها
تتميز موز الفيهي بإنتاج عصارة حمراء مميزة، والتي تمتلك خصائص فريدة تجعلها ذات استخدامات عملية متنوعة، منها:
1. كمصدر للصبغة:
  - العصارة لا تتلاشى بسهولة عند التعرض للضوء، مما يجعلها مادة صبغية طبيعية تُستخدم في تلوين الأقمشة أو الحرف التقليدية.
2. في صناعة الحبر:
  - تم استخدامها تاريخيًا كحبر طبيعي، ربما في الكتابة التقليدية أو الزخرفة.

هذا الاستخدام الإضافي يجعل موز الفيهي ليس مجرد محصول غذائي، بل أيضًا مصدراً طبيعياً للمواد الملونة ذات التطبيقات العملية.

## التقارير التاريخية
روايات المستكشفين الأوروبيين عن موز الفيهي
عند وصول المستكشفين الأوروبيين إلى جزر المحيط الهادئ، لاحظوا انتشار موز الفيهي وأهميته الغذائية لسكان هذه الجزر. ومن بين أبرز الروايات:
1. دانييل سولاندر (1768):
  - خلال رحلته مع جوزيف بانكس على متن سفينة إنديفور بقيادة جيمس كوك، سجل سولاندر وجود خمسة أنواع من الموز في تاهيتي، أُطلق عليها السكان المحليون اسم "فيي".
2. ويليام إليس (1850s):
  - أثناء إقامته في جزر المجتمع، أشار إلى أن موز الفيهي كان غذاءً أساسياً لسكان بعض الجزر.
  - كما لاحظ أن نباتات موز الفيهي تتميز بمجموعة فاكهة منتصبة، وهو اختلاف واضح عن أنواع الموز الأخرى التي تتدلى ثمارها للأسفل.

تشير هذه الروايات إلى الأهمية التاريخية لموز الفيهي في النظام الغذائي لسكان المحيط الهادئ، بالإضافة إلى تميزه المورفولوجي الذي جعله ملفتًا لانتباه المستكشفين الأوائل.
تشارلز داروين وملاحظاته عن موز الفيهي في تاهيتي (1835)
خلال زيارته إلى تاهيتي عام 1835، ضمن رحلته على متن البيجل، قدم تشارلز داروين وصفًا دقيقًا لنوع من الموز أطلق عليه "موز الجبل"، والذي يُعتقد أنه يشير إلى موز الفيهي، رغم أنه لم يستخدم اسمه المحلي "فيي".
🔹 في وصفه، كتب داروين:
"على جانبي الوادي، كانت هناك أحواض واسعة من موز الجبل، مغطاة بثمار ناضجة. تراوح ارتفاع العديد من هذه النباتات بين عشرين وخمسة وعشرين قدمًا، ومحيطها بين ثلاثة وأربعة أقدام."
🔹 لاحظ الباحثون لاحقًا أن موز الفيهي ينمو بشكل أفضل على المنحدرات عند سفوح الجبال في تاهيتي، مما يدعم فكرة أن ما وصفه داروين كان بالفعل موز الفيهي.
يُعد هذا الوصف من أقدم الملاحظات العلمية الأوروبية حول موز الفيهي، مما يعكس انتشاره الواسع في جزر المحيط الهادئ ودوره الحيوي في النظام البيئي والزراعي التقليدي لسكان هذه المناطق.
في عام 1947، نشر لورانس إتش ماكدانيلز دراسة حول موز الفيهي، حيث أوضح أنه كان يشكل المصدر الرئيسي للكربوهيدرات لسكان جزر المجتمع، إذ بلغت نسبة موز الفيهي أكثر من 95% من إجمالي الموز المعروض في الأسواق. وعلى الرغم من زراعته في بعض الحدائق المنزلية، إلا أن معظم الإنتاج كان يُجمع من المناطق البرية، حيث يُعتقد أن هذه النباتات قد زُرعت في الماضي ثم تُركت لتنمو بشكل طبيعي. تعكس هذه الدراسة الدور الغذائي المهم لموز الفيهي في تلك الجزر قبل أن يتراجع استخدامه نتيجة التحولات الغذائية الحديثة.

## في الثقافة

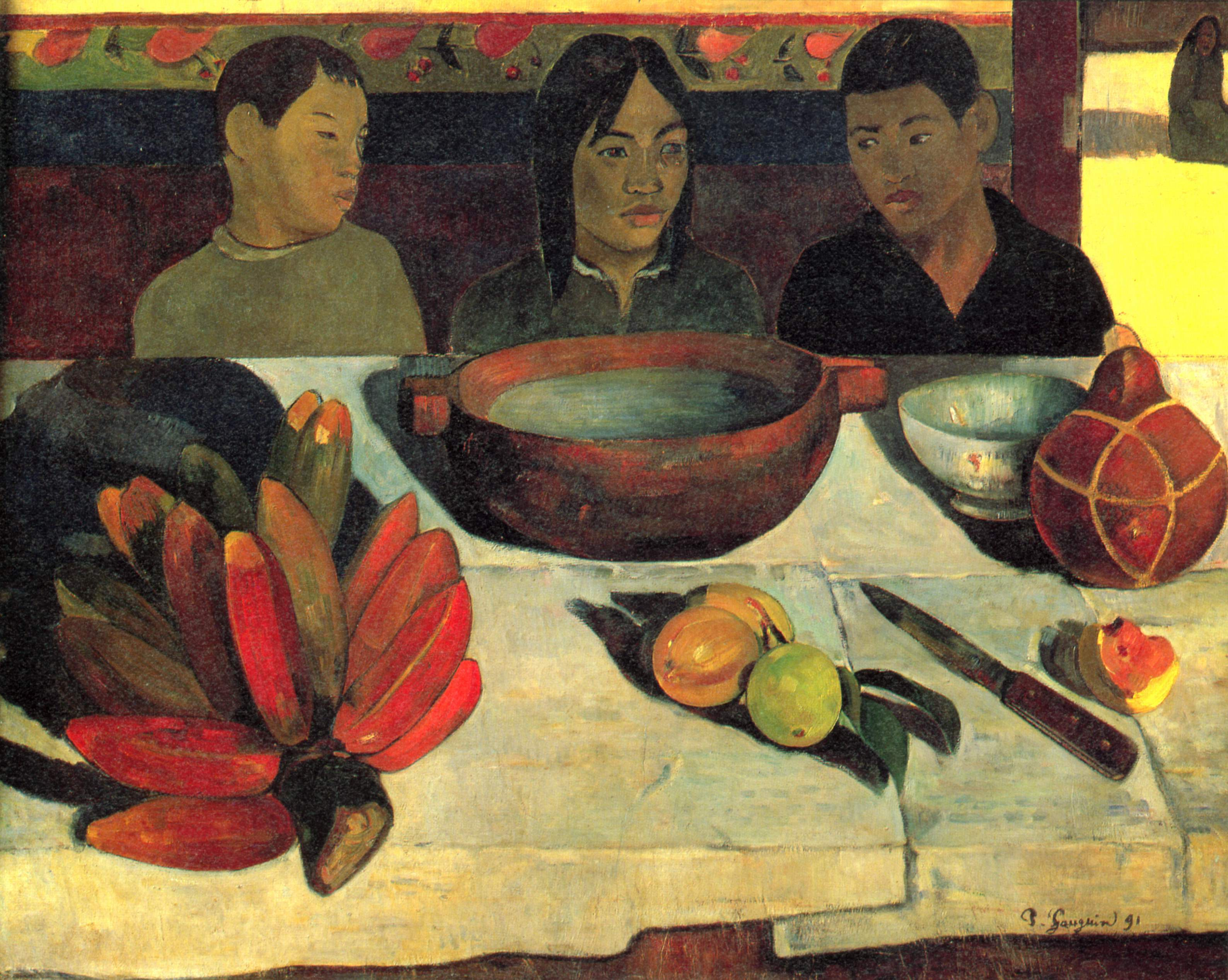
لوحة "الوجبات" لبول غوغان ؛ موز فيي أسفل اليسار

يُعد موز الفيهي عنصرًا أساسيًا في الأعياد الاحتفالية في جزر ماركيساس وجزر المجتمع، حيث يُستخدم بشكل بارز في الطقوس والمناسبات التقليدية. وفي بوهنباي، ميكرونيسيا، يُعتبر موز القيراط من بين الأنواع القليلة التي تحظى بقبول لاستخدامها في العروض الاحتفالية. وترتبط بموز الفيهي أسطورة ساموية تحكي عن صراع بين "الموز الجبلي" و"الموز المنخفض"، حيث انتصر الموز الجبلي – الذي يمثل موز الفيهي – ورفع رأسه بفخر، بينما بقي الموز المنخفض في وضع منحنٍ بعد هزيمته. وتعكس هذه الأسطورة سمةً مميزةً لموز الفيهي، حيث ينمو عنقه الثمري في وضع منتصب، على عكس أنواع الموز الأخرى التي تتدلى ثمارها للأسفل.
تتميز ثمار موز الفيهي بألوانها البرتقالية والحمراء الزاهية، مما جعلها مصدر إلهام للفنانين. ومن بين هؤلاء الرسام الفرنسي ما بعد الانطباعي بول غوغان، الذي زار جزر المجتمع، بما في ذلك تاهيتي، في أواخر القرن التاسع عشر. وقد ظهر موز الفيهي في ثلاثة من أعماله الشهيرة، وهي: Le Repas (الوجبة، 1891)، La Orana Maria (السلام عليك يا مريم، 1891)، وPaysage de Tahiti (المناظر الطبيعية التاهيتية، 1891).
كان موز الفيهي غذاءً أساسيًا للمستكشفين ليف كوشيرون تورباند وثور هيردال خلال إقامتهما التي استمرت عامًا ونصف في جزيرة فاتو هيفا الماركيزية بين عامي 1937 و1938. وقد أشار هيردال إلى أن هذا النوع من الموز كان ينمو بكثرة حول كوخهما في فاتو هيفا، بينما في تاهيتي لم يتمكنوا من العثور عليه إلا في المناطق الجبلية الوعرة التي يصعب الوصول إليها.

## الحفظ
يتم حفظ أصناف موز الفيهي، إلى جانب مواد زراعية أخرى، في مركز المحاصيل والأشجار في المحيط الهادئ (CePaCT)، والذي يعمل على توثيق النباتات الحية في المنطقة للحفاظ عليها. وقد تم جمع أكثر من 100 عينة من هذا النوع في بولينيزيا الفرنسية، حيث تم العثور عليها في مزارع معزولة عبر ست جزر مختلفة. سيتم الاحتفاظ بهذه العينات في بنك الجينات في تاهيتي، مع تخزين نسخ مكررة منها في CePaCT لضمان الحفاظ عليها للأجيال القادمة.
- النباتات والحيوانات المستأنسة في أسترونيزيا